# Alberto Assirelli
Pour les articles homonymes, voir Assirelli.
Alberto Assirelli, né le 31 août 1936 à San Varano, et mort le 1er avril 2017, est un coureur cycliste italien professionnel de 1960 à 1965. Il a gagné une étape du Tour d'Italie en 1962.
Il est le frère cadet de Nino Assirelli.

## Palmarès
- 1960
  - Bologne-Raticosa
  - 2e de la Coppa Bernocchi
- 1962
  - 20e étape du Tour d'Italie

## Résultats dans les grands tours

### Tour de France
1 participation
- 1962 : abandon (14e étape)

### Tour d’Italie
5 participations
- 1960 : 61e
- 1961 : 42e
- 1962 : 20e, vainqueur de la 20e étape
- 1963 : 23e
- 1964 : 65e